# Степанов Анатолій Миколайович

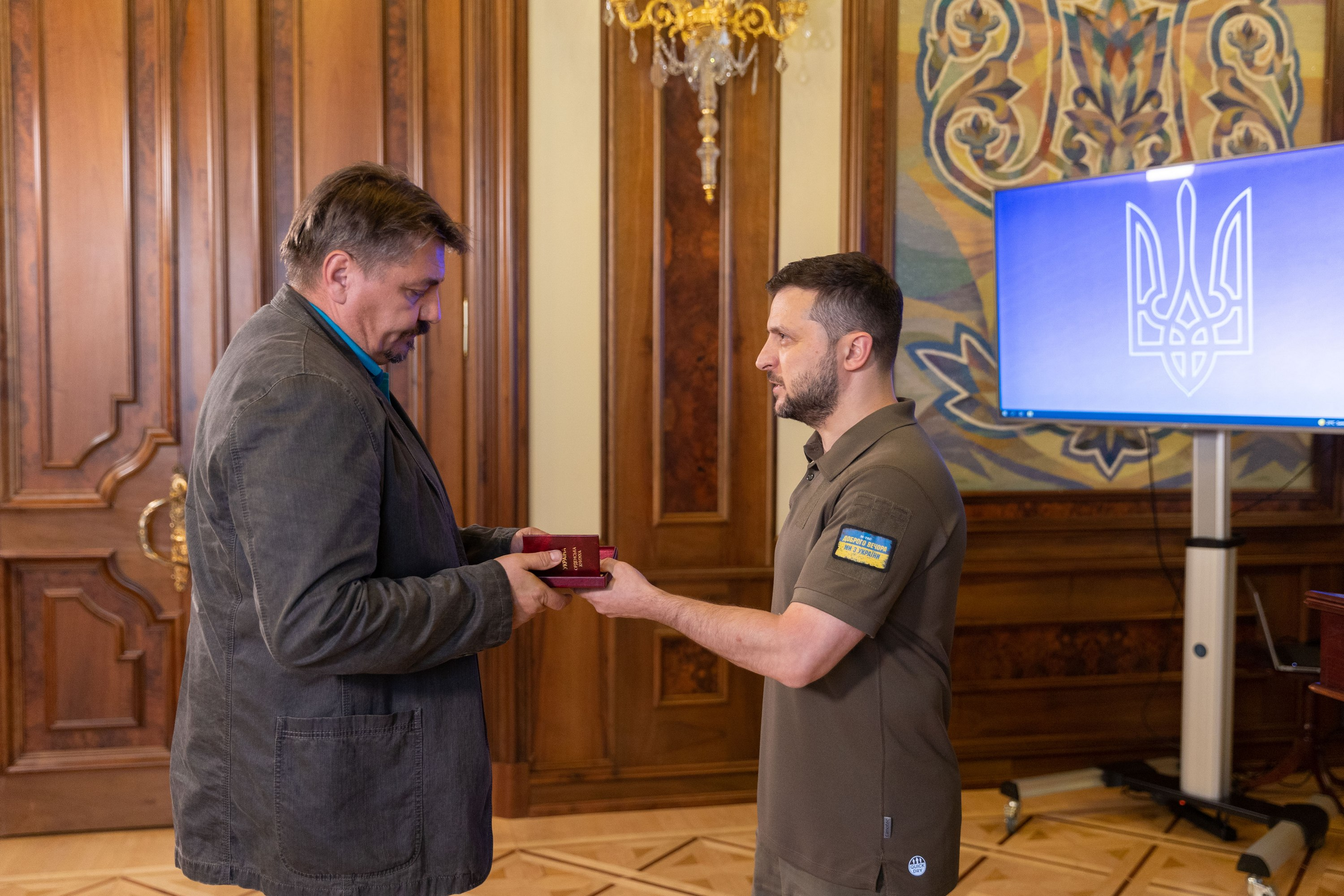
Анатолій Степанов отримує нагороду від президента України Володимира Зеленського

Анато́лій Микола́йович Степа́нов — український фотокореспондент. Кавалер ордена «За заслуги» III ступеня (2022).

## Життєпис
Закінчив Київський політехнічний інститут (1994). Працював інженером та на різних керівних посадах у багатьох компаніях.

## Творчість
У 2004 році закінчив курс у школі Віктора Марущенка. Відтоді працював у сфері професійної фотографії як фрілансером, так і штатним фотографом. Співпрацює з такими агентствами, як AP, Reuters, AFP, EPA, Sipa; мав публікації в журналах: National Geographic, Spiegel, Stern, Time та інших.
Фотографував Євромайдан. 1 грудня 2013 року, під час штурму вулиці Банкової, «беркутівці» побили Анатолія: розбили голову, поламали руку, розтрощили техніку.
У 2014 році почав фотографувати війну на території Донецької та Луганської областей. Автор фотопроєкту «Незалежні» (м. Чикаго, США), один з операторів фільму «Моя війна. Два життя Василя Сліпака» (2017).
Учасник колективних і персональних фотовиставок в Україні, Німеччині, Франції, США.

## Нагороди
- орден «За заслуги» III ступеня (6 червня 2022) — за вагомий особистий внесок у розвиток вітчизняної журналістики та інформаційної сфери, мужність і самовідданість, виявлені під час висвітлення подій повномасштабного вторгнення Російської Федерації на територію України, багаторічну сумлінну працю та високу професійну майстерність[2].